# 克里斯蒂安·福林
克里斯蒂安·福林（瑞典語：Christian Folin，1991年2月9日—），瑞典男子冰球运动员，场上位置是后卫。他曾代表瑞典国家队参加2022年冬季奥林匹克运动会冰球比赛，获得第4名。